# Bishop
Bishop (переводится как «епископ») — британская самоходно-артиллерийская установка (САУ) класса самоходных гаубиц времён Второй мировой войны, построенная на базе танка «Валентайн». Название «Bishop» (с англ. — «епископ») является традиционным для британских самоходных гаубиц, которые в качестве названий использовали титулы духовных лиц. Разработка этой САУ велась в спешке, чтобы придать мобильность отлично зарекомендовавшей себя в боях 25-фунтовой пушке-гаубице. В результате этой спешки новая машина оказалась проблемной при эксплуатации, а некоторые её недостатки оказались и вовсе неустранимыми. Поэтому она выпускалась малой серией и была вскоре заменена в производстве на лучшие образцы самоходных орудий.

## История создания
Быстроманевренный характер боевых действий в Северной Африке привёл к заказу самоходной гаубицы, вооружённой 25-фунтовым орудием QF 25 pounder. В июне 1941 года разработка была поручена фирме Birmingham Railway Carriage and Wagon Company. Построенная там самоходка получила официальное обозначение Ordnance QF 25-pdr on Carrier Valentine 25-pdr Mk 1, но стала более известной под названием Bishop.
Основой «облачения» «епископа», т. е. шасси, послужил корпус танка «Валентайн II». У базовой машины башню заменили на невращающуюся коробчатую рубку с большими дверями с задней её стороны. В этой надстройке размещалась 25-фунтовая пушка-гаубица. В результате такого размещения основного вооружения машина получилась очень высокой. Максимальный угол возвышения орудия составлял всего 15 градусов, что позволяло вести огонь на максимальную дистанцию в 5800 м (что было практически в два раза меньше максимальной дистанции огня той же 25-фунтовки в буксируемом варианте). Минимальный угол склонения составлял 5 градусов, а наводка в горизонтальной плоскости ограничивалась сектором в 8 градусов. В дополнение к основному вооружению машина могла оснащаться 7,7-мм пулемётом Bren.
Первоначальный заказ последовал на 100 боевых машин, которые были поставлены в войска в 1942 году. Ещё 50 «епископов» было заказано впоследствии, но неясно, был ли этот заказ выполнен.

## Боевое применение

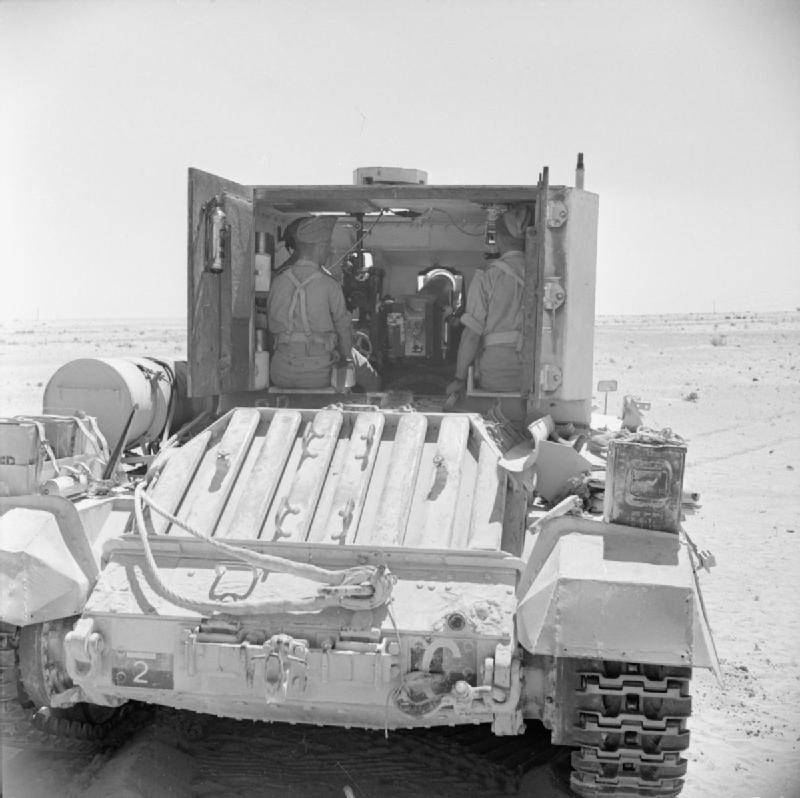
Bishop в Северной Африке, 25 сентября 1942. Вид сзади с открытыми дверьми рубки

Впервые Bishop участвовал в боях во время Второй битвы при Эль-Аламейне в Северной Африке и ещё оставался на вооружении на раннем этапе итальянской кампании союзников. Из-за упомянутых выше ограничений, дополненных низкой скоростью, унаследованной от «Валентайна», «Епископ» почти всегда оценивался как плохая машина. Чтобы хоть как-то увеличить недостаточную дальность стрельбы, экипажи часто сооружали большие наклонные к горизонту насыпи — «Епископ», въезжая на такую «кафедру», приобретал дополнительный угол возвышения.
В войсках «Епископы» был заменены на САУ M7 Priest и Sexton, как только численность последних позволила произвести такую замену.

## В моделизме
Модели для сборки САУ «Бишоп» в масштабе 1:35 выпускаются фирмами «Maquette», «Bronco». В масштабе 1:72 САУ «Бишоп» представлена фирмой «Italery».